# John Dawes
Sidney John Dawes (Abercarn, 29 giugno 1940 – 16 aprile 2021) è stato un rugbista a 15 e allenatore di rugby a 15 britannico, internazionale per il Galles e capitano dei London Welsh.
Prima di diventare un giocatore di rugby a 15, frequentò la Lewis School Pengam, poi la Aberystwyth University e infine il Loughborough College conseguendo la laurea in chimica.

## Carriera da giocatore
Giocò per i club di Newbridge nello Monmouthshire e per i London Welsh. Fece il suo esordio per la nazionale il 7 marzo 1964 contro l'Irlanda, mettendo a segno anche una meta.
L'ultima partita internazionale fu invece del 27 marzo 1971 contro la Francia. In totale disputò 22 partite per il Galles, sei da capitano, vincendo 4 Cinque Nazioni (1964, 1969, 1970, 1971) e portandolo, da capitano, al Grande Slam del 1971.
Sempre nel 1971 Dawes fu scelto come capitano dei British and Irish Lions per il tour in Nuova Zelanda. Quella squadra, allenata da Carwyn James, è stata la prima, e finora l'unica, a vincere una serie in Nuova Zelanda. Dawes è stato anche capitano dei Barbarians che sconfissero gli All Blacks a Cardiff nel 1973. Detiene tuttora il record di non essere mai stato sconfitto, sia da giocatore che da allenatore, dall'Inghilterra

## Carriera da allenatore
Dopo il ritiro da giocatore Dawes divenne allenatore del Galles nel 1974 e mantenne la carica fino al 1979. Quello fu uno dei periodi di maggior successo del rugby gallese, con la nazionale in grado di vincere quattro Cinque Nazioni in cinque anni (1975, 1976, 1978, 1979) con due Grandi Slam (1976, 1978).

Nel 1977 fu allenatore dei British and Irish Lions nel tour in Nuova Zelanda, senza però ripetere il successo del 1971.
Fu anche presidente del London Welsh RFC e scrisse diversi libri sul rugby union.